# Lost in Space (canción)
«Lost in Space» es una canción interpretada por Lighthouse Family y publicado como su tercer sencillo del álbum Postcards from Heaven. La canción fue producida por Mike Peden. Fue publicada en junio de 1998 alcanzando el Top 10 en el Reino Unido y el Top 40 en Europa.

## Pistas y formatos
| #               | Título                                                            | Duración |
| --------------- | ----------------------------------------------------------------- | -------- |
| UK CD single #1 |                                                                   |          |
| 1.              | "Lost in Space" (Main mix)                                        | 5:23     |
| 2.              | "Lost in Space" (Itaal Shur's Full mix)                           | 5:07     |
| 3.              | "Lost in Space" (Tuff Jam's Classic Garage Main mix)              | 6:41     |
| 4.              | "Lost in Space" (Lost Man Vocal mix) (remix by A Man Called Adam) | 7:41     |

| #               | Título                                            | Duración |
| --------------- | ------------------------------------------------- | -------- |
| UK CD single #2 |                                                   |          |
| 1.              | "Lost in Space" (Main mix)                        | 5:23     |
| 2.              | "High" (acoustic) (Live at the Royal Albert Hall) | 4:09     |
| 3.              | "Raincloud" (Cuca's Radio Edit)                   | 3:49     |
| 4.              | "High" (Boris Dlugosch Big Club mix)              | 6:10     |

## Listas
| Listas (1998)     | Posición |
| ----------------- | -------- |
| UK Singles Chart  | 6        |
| Eurochart Hot 100 | 39       |

## Video musical
El videoclip de Lost in Space fue dirigido por Andrew Douglas y producido por Tim Thornton-Allan en Marshall Street Editors. El vídeo da inicio en Río de Janeiro con imágenes prominentes de la estatua del Cristo Redentor; al final, regresan a Inglaterra donde se ve una panorámica a la imagen completa del Ángel del Norte, imagen que da fin al vídeo.